# Campionati europei di ginnastica artistica femminile 2012 - Concorso a squadre
Il concorso generale a squadre dei 29° Campionati Europei si è svolto nella Brussels Expo dell'Atomium di Bruxelles, Belgio, il 12 maggio 2012.

## Squadre vincitrici
| Oro                                                                             | Argento                                                                                      | Bronzo                                                                                    |
| Romania Larisa Iordache Cătălina Ponor Diana Bulimar Sandra Izbașa Raluca Haidu | Russia Alija Mustafina Viktorija Komova Anastasija Grišina Marija Paseka Anastasija Sidorova | Italia Vanessa Ferrari Carlotta Ferlito Erika Fasana Francesca Deagostini Giorgia Campana |

## Classifica
| Posizione | Squadra               | Volteggio | Parallele | Trave  | Corpo Libero | Totale  |
| --------- | --------------------- | --------- | --------- | ------ | ------------ | ------- |
| Oro       | Romania               | 45.291    | 42.099    | 44.499 | 44.399       | 176.288 |
| Oro       | Larisa Iordache       | 15.058    | 14.333    | 14.333 | 15.033       | 176.288 |
| Oro       | Cătălina Ponor        | 15.033    | —         | 15.433 | 14.733       | 176.288 |
| Oro       | Diana Bulimar         | —         | 13.933    | 14.733 | 14.633       | 176.288 |
| Oro       | Sandra Izbașa         | 15.200    | —         | —      | —            | 176.288 |
| Oro       | Raluca Haidu          | —         | 13.833    | —      | —            | 176.288 |
| Argento   | Russia                | 44.732    | 46.932    | 41.398 | 42.474       | 175.536 |
| Argento   | Alija Mustafina       | 15.166    | 15.833    |        | 13.933       | 175.536 |
| Argento   | Viktorija Komova      | —         | 15.766    | 13.966 | —            | 175.536 |
| Argento   | Anastasija Grišina    | 14.733    | 15.333    | 14.366 | 14.466       | 175.536 |
| Argento   | Marija Paseka         | 14.833    | —         | —      | —            | 175.536 |
| Argento   | Anastasija Sidorova   | —         | —         | 13.066 | 14.075       | 175.536 |
| Bronzo    | Italia                | 43.065    | 42.599    | 43.200 | 42.566       | 171.430 |
| Bronzo    | Vanessa Ferrari       | 14.266    | 14.466    | —      | 14.400       | 171.430 |
| Bronzo    | Erika Fasana          | 14.633    | 13.900    | 14.000 | 14.266       | 171.430 |
| Bronzo    | Francesca Deagostini  | —         | —         | 14.300 | —            | 171.430 |
| Bronzo    | Giorgia Campana       | —         | 14.233    | —      | —            | 171.430 |
| Bronzo    | Carlotta Ferlito      | 14.166    | —         | 14.900 | 13.900       | 171.430 |
| 4         | Regno Unito           | 43.232    | 42.632    | 40.333 | 41.566       | 167.763 |
| 4         | Rebecca Tunney        | 14.600    | 14.266    | —      | 13.900       | 167.763 |
| 4         | Hannah Whelan         | 14.066    | 14.033    | 13.333 | 14.066       | 167.763 |
| 4         | Jennifer Pinches      | —         | —         | 13.000 | 13.600       | 167.763 |
| 4         | Danusia Francis       | —         | —         | 14.000 | —            | 167.763 |
| 4         | Ruby Harrold          | 14.566    | 14.333    | —      | —            | 167.763 |
| 5         | Francia               | 43.132    | 41.266    | 40.665 | 39.232       | 164.295 |
| 5         | Youna Dufournet       | 14.433    | 14.100    | 13.866 | —            | 164.295 |
| 5         | Anne Kuhm             | 14.533    | 13.700    | 13.833 | 14.166       | 164.295 |
| 5         | Valentine Sabatou     | —         | 13.466    | —      | 12.566       | 164.295 |
| 5         | Sophia Serseri        | 14.166    | —         | 12.966 | 12.500       | 164.295 |
| 5         | Marine Brevet         | —         | —         | —      | —            | 164.295 |
| 6         | Belgio                | 41.924    | 40.999    | 40.366 | 40.532       | 163.821 |
| 6         | Julie Croket          | 14.233    | 13.433    | 13.500 | 13.066       | 163.821 |
| 6         | Gaelle Mys            | 13.733    | —         | 14.300 | 13.600       | 163.821 |
| 6         | Terri Grand'ry        | 13.958    | 13.666    | —      | 13.866       | 163.821 |
| 6         | Eline Vandersteen     | —         | —         | 12.566 | —            | 163.821 |
| 6         | Lisa Marachkouskaya   | —         | 13.900    | —      | —            | 163.821 |
| 7         | Spagna                | 42.066    | 41.400    | 40.499 | 39.557       | 163.522 |
| 7         | Ana Maria Izurieta    | 14.300    | 14.000    | 13.333 | 13.566       | 163.522 |
| 7         | Ainhoa Carmona Urbano | —         | —         | —      | 12.625       | 163.522 |
| 7         | Maria Paula Vargas    | 13.966    | 14.000    | 13.233 | 13.366       | 163.522 |
| 7         | Toya Rojas Pascual    | 13.800    | —         | —      | —            | 163.522 |
| 7         | Silvia Colussi Pelaez | —         | 13.400    | 13.933 | —            | 163.522 |
| 8         | Germania              | 42.933    | 39.599    | 38.099 | 39.866       | 160.497 |
| 8         | Bui Kim               | —         | 12.666    | 12.500 | 13.233       | 160.497 |
| 8         | Oksana Chusovitina    | 15.033    | —         | —      | —            | 160.497 |
| 8         | Lisa Katharina Hill   | 14.000    | 13.800    | 13.133 | 13.433       | 160.497 |
| 8         | Nadine Jarosch        | 13.900    | 13.133    | 12.466 | —            | 160.497 |
| 8         | Pia Tolle             | —         | —         | —      | 13.200       | 160.497 |